# Promet Austrije
Smještena na strateškom položaju u središtu tzv. Mitteleurope (srednje Europe), Austrija je raskrižje puteva i razmjene između istoka i zapada; cestovna i željeznička mreža, s čvorištima u Beču, Grazu i Linzu, dobro je razvijena i uklopljena u mreže ostalih europskih zemalja. Riječni se promet odvija Dunavom, a glavne luke su Beč i Linz. Najveća zračna luka je Schwechat blizu Beča. Austrijom prolaze naftovodi i plinovodi kojima se isporučuju energenti širom europskoga teritorija.